# Krîștopivka, Volociîsk
Krîștopivka (în ucraineană Криштопівка) este o comună în raionul Volociîsk, regiunea Hmelnîțkîi, Ucraina, formată numai din satul de reședință.

## Demografie
Componența lingvistică a comunei Krîștopivka
     Ucraineană (97,27%)
     Rusă (2,51%)
     Alte limbi (0,23%)
Conform recensământului din 2001, majoritatea populației comunei Krîștopivka era vorbitoare de ucraineană (97,27%), existând în minoritate și vorbitori de rusă (2,51%).